# Xorides magnificus
Xorides magnificus är en stekelart som först beskrevs av Alexander Mocsáry 1905.. 
Xorides magnificus ingår i släktet Xorides och familjen brokparasitsteklar. Inga underarter finns listade i Catalogue of Life.